# Georg Günther von der Goltz
Freiherr Georg Günther von der Goltz (* 16. Januar 1654 in Clausdorf; † 26. März 1716 in Lüben) war königlich polnischer und kursächsischer Generalleutnant und Herr auf Lüben.
Seine Eltern waren Conrad Reimer von der Goltz (* 4. November 1620; † 10. März 1689) und dessen Ehefrau Ida, geb. von Dewitz (* 27. Oktober 1621). Sein Bruder Heinrich (1648–1724) wurde ebenfalls kursächsischer Generalleutnant.
Er ging zunächst in brandenburgische Dienste. Dort kam er als Fähnrich und dann als Unter-Lieutenant in die Leibgarde. Er kämpfte 1676 in Pommern. Zusammen mit Joachim Rüdiger trat er um 1680 in sächsische Dienste. Gemeinsam nahmen sie 1683 am Entsatz von Wien teil. Er wurde Leutnant im Regiment „Reuss“, später kämpfte er am Rhein gegen die Franzosen und wurde 1691 Kapitän im Dragoner-Regiment „Minckwitz“, 1694 kam er als Oberstleutnant in das Kürassier-Regiment „Bünau“. Im Nordischen Krieg kämpfte er gegen die Schweden, wurde 1702 zum Oberst befördert und erhielt außerdem ein Dragoner-Regiment. 1713 war er als Generalmajor bei der Belagerung von Stralsund vor Ort. Er wurde danach als Generalleutnant verabschiedet und zog sich auf sein Gut Lüben zurück, wo er 1716 starb.
Goltz hatte mit Elisabeth Leybach eine Erbtochter namens Johanna Dorothea. Diese heiratete den Kaufmann Friedrich Treitter aus Friedland. Da sie zunächst unmündig war, hatte sie Franz Eccard von der Goltz als Vormund.